# Mauricio Velasierra
Mauricio Velasierra (* um 1988) ist ein kolumbianischer Fusion- und Weltmusiker (Quena, Sikus, Mozeños, auch Stimme, Charango, Komposition), der südamerikanische Flöten chromatisch spielt.

## Leben und Wirken
Velasierra, der in  Medellín aufwuchs, begann bereits als Kind zu musizieren. Als Autodidakt arbeitete er sich in das traditionelle Repertoire der lateinamerikanischen Revival-Musik, etwa von La Nueva Troba Cubana (die von Bands wie Inti-Illimani und Quilapayún beeinflusst war). Im Alter von zwölf Jahren hatte er mehrere Bands gegründet und begann traditionelle lateinamerikanische Instrumente zu sammeln, was er durch das Waschen von Autos und den Verkauf von Süßigkeiten in der Schule finanzierte. In diesem Alter kam es bereits zu internationalen Auftritten.
Velasierra migrierte mit 16 Jahren nach London, wo er in den nächsten Jahren bei WAC Arts ausgebildet wurde und Kurse, etwa bei Ian Carr und Jack DeJohnette, absolvierte. Zudem entwickelte er Extended techniques, um seine diatonischen Flöten-Instrumente wie die Quena in allen europäischen Tonarten und verschiedenen Modi zu spielen, wodurch sie in unterschiedlichen Musikgenres wie dem Jazz oder der Neuen Musik einsetzbar werden. Um die klanglichen Möglichkeiten zu erweitern nutzte er auch Vokalharmonien und Elektronik.
Velasierra veröffentlichte nach einer ersten EP (Stories of I) 2011 sein Soloalbum Rodar. Dann leitete er sein Mauricio Velasierra Quintet mit  Camilo Menjura (Saiteninstrumente, Gesang), Jenny Adejayan (Cello), Henrik Jensen (Kontrabass) und Gregorio Merchan (Schlagzeug), mit dem er 2013 beim Rudolstadt-Festival auftrat.
Gemeinsam mit Heidi Heidelberg entwickelte Velasierra seit 2014 in London das Duo Witch ’n’ Monk. 2020 veröffentlichte das Label Tzadik dessen gleichnamiges Album, das den Vierteljahres-Preis der deutschen Schallplattenkritik in der Kategorie Crossover erhielt: „Aus Scat-Gesang und Overdub-Rezitationen, Streicherakzenten und Beat-Box-Rhythmen, wolkig aufblühenden oder dissonant abgeschrägten Akkorden“ entstand ein akustisches Road Movie, das „Punk mit Free Jazz und Strawinsky mit lateinamerikanischer Folklore verbindet.“ Das Duo erweiterten sie teilweise um Musiker wie Seb Rochford, Stéphane Galland, Nicolas Stocker, Jim Black, Oene van Geel oder das Ensemble LUX:NM, aber auch um bildende Künstler und Geruchskünstler. Witch ’n’ Monk ist international auf Festivals wie dem London Jazz Festival, dem Manchester Jazz Festival, dem Umea Jazz Festival oder dem Jazzfest Berlin aufgetreten und schuf zudem Musik für den Oscar-nominierten Film El abrazo de la serpiente. Mit Chris Cutler, Annie Whitehead, Karen Mantler und John Greaves wirkten sie in dem Robert-Wyatt-Programm Wyattando mit.
Weiterhin arbeitete Velasierra, der mittlerweile in Berlin lebt, mit Zoe Rahman, John Williams, Tom Herbert, Dave Okumu und mit Künstlern von Polar Bear und Acoustic Ladyland zusammen.